# Hình học

Hình minh họa định lý Desargues, một kết quả quan trọng trong hình học Euclid

Hình học (tiếng Anh: geometry) là một phân nhánh của toán học liên quan đến hình dạng, kích thước, vị trí tương đối của các hình khối và các tính chất của không gian. Hình học phát triển độc lập trong một số nền văn hóa cổ đại như một phần của kiến thức thực tiễn liên quan đến chiều dài, diện tích, và thể tích, với một phần các yếu tố của khoa học Toán học đến từ phương Tây như các định lý của Thales (thế kỷ VI TCN). Đến thế kỷ thứ III TCN, hình học đã được Euclid hệ thống hóa dưới một hình thức tiên đề mang tên ông – Hình học Euclid đã trở thành chuẩn mực cho nhiều thế kỷ sau đó. Archimedes phát triển các kỹ thuật rất khéo léo để tính diện tích và khối lượng, theo một cách nào đó đã áp dụng phép tính tích phân. Thiên văn học khi tính toán vị trí của các ngôi sao và hành tinh trên bản đồ thiên cầu và mô tả mối quan hệ giữa chuyển động của các thiên thể, đã trở thành một nguồn quan trọng cung cấp các bài toán hình học trong suốt 1500 năm tiếp theo. Trong thế giới cổ điển, cả hình học và thiên văn học đã được coi là một phần của quadrivium, một tập hợp con của bảy môn giáo dục khai phóng cần thiết cho mọi công dân phải nắm vững.
Việc giới thiệu hệ tọa độ của René Descartes và sự phát triển đồng thời của đại số đánh dấu một giai đoạn phát triển mới cho hình học, kể từ khi các hình hình học như các đường cong phẳng không thể được mô tả bằng giải tích theo dạng phương trình và hàm. Điều này đóng một vai trò quan trọng trong sự xuất hiện của vi tích phân vào thế kỷ XVII. Sau đó, lý thuyết của phối cảnh cho thấy rằng có nhiều yếu tố hình học hơn là chỉ các thuộc tính số liệu của các hình vẽ: phối cảnh đã trở thành nguồn gốc của hình học projective. Các đối tượng nghiên cứu của hình học đã được tiếp tục mở rộng bằng việc nghiên cứu các cấu trúc nội tại của các đối tượng hình học của Euler và Gauss, điều này dẫn đến việc tạo ra các nhánh tô pô học và hình học vi phân.
Trong thời của Euclid, không sự phân biệt rõ ràng giữa không gian vật lý và không gian hình học. Kể từ khi phát hiện hình học phi Euclid vào thế kỷ 19, các khái niệm về không gian đã trải qua một sự thay đổi cơ bản và nêu lên câu hỏi: không gian hình học nào là thích hợp nhất với không gian vật lý. Với sự phát triển của toán học lý thuyết trong thế kỷ 20, 'không gian' (cho dù là 'điểm', 'đường', hoặc 'mặt phẳng') bị mất nội dung trực quan của nó, vì vậy người đọc phải phân biệt giữa không gian vật lý và không gian hình học (trong đó 'không gian', 'điểm', v.v... vẫn còn có ý nghĩa trực quan) và không gian trừu tượng. Hình học hiện đại xem xét không gian đa tạp - không gian có mức độ trừu tượng đáng kể hơn so với không gian Euclid quen thuộc. Những không gian trên có thể có sẵn các cấu trúc bổ sung nhằm cho phép đo chiều dài. Hình học hiện đại có nhiều mối quan hệ với vật lý như được minh họa bằng các liên kết giữa hình học giả Riemann và thuyết tương đối rộng. Một trong những lý thuyết vật lý mới nhất, lý thuyết dây, cũng rất gần gũi với hình học.
Trong khi bản chất thị giác của hình học làm cho nó dễ dàng tiếp cận hơn so với các môn toán học khác như đại số hay lý thuyết số, ngôn ngữ hình học cũng được sử dụng trong bối cảnh xa rời truyền thống nguồn gốc Euclide của nó (ví dụ như trong hình học fractal và hình học đại số).

## Tổng quan

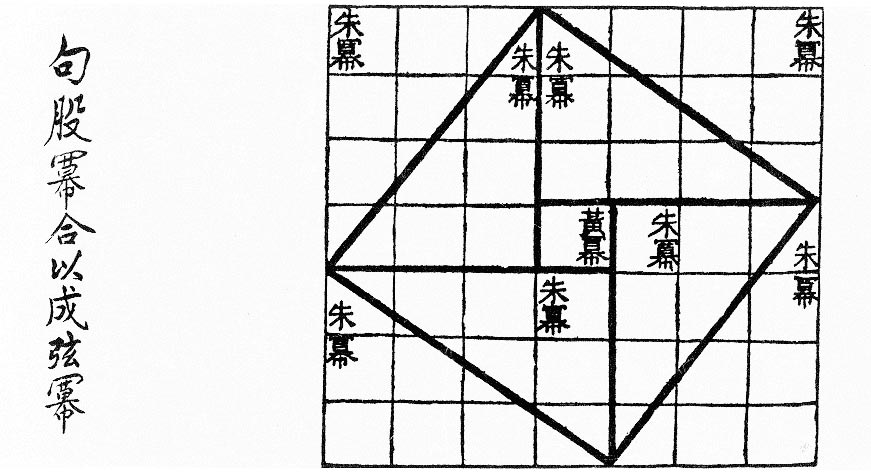
Kiểm tra định lý Pytago trên tam giác (3, 4, 5) triangle trong sách 周髀算經, 500–200 BC.

Sự phát triển của hình học ghi nhận được kéo dài hơn hai thiên niên kỷ. Bởi vậy, nhận thức hình học luôn tiến hóa dần qua các thời đại:

### Hình học thực tiễn
Hình học có nguồn gốc là một khoa học thực tiễn liên quan đến khảo sát, đo đạc, diện tích và khối lượng. Những thành tích đáng chú ý nhất trong giai đoạn đầu của hình học bao gồm các công thức về độ dài, diện tích và thể tích, như là định lý Pythagoras, chu vi hình tròn và diện tích hình tròn, diện tích tam giác, thể tích của hình trụ tròn, hình cầu và hình chóp. Một phương pháp tính toán các khoảng cách và chiều cao không thể tiếp cận dựa trên sự đồng dạng về hình học là định lý Thales. Sự phát triển của thiên văn học dẫn đến sự ra đời của lượng giác phẳng và lượng giác cầu, cùng với các kỹ thuật tính toán.

### Hình học tiên đề

Hình minh họa tiên đề Euclid về đường thẳng song song

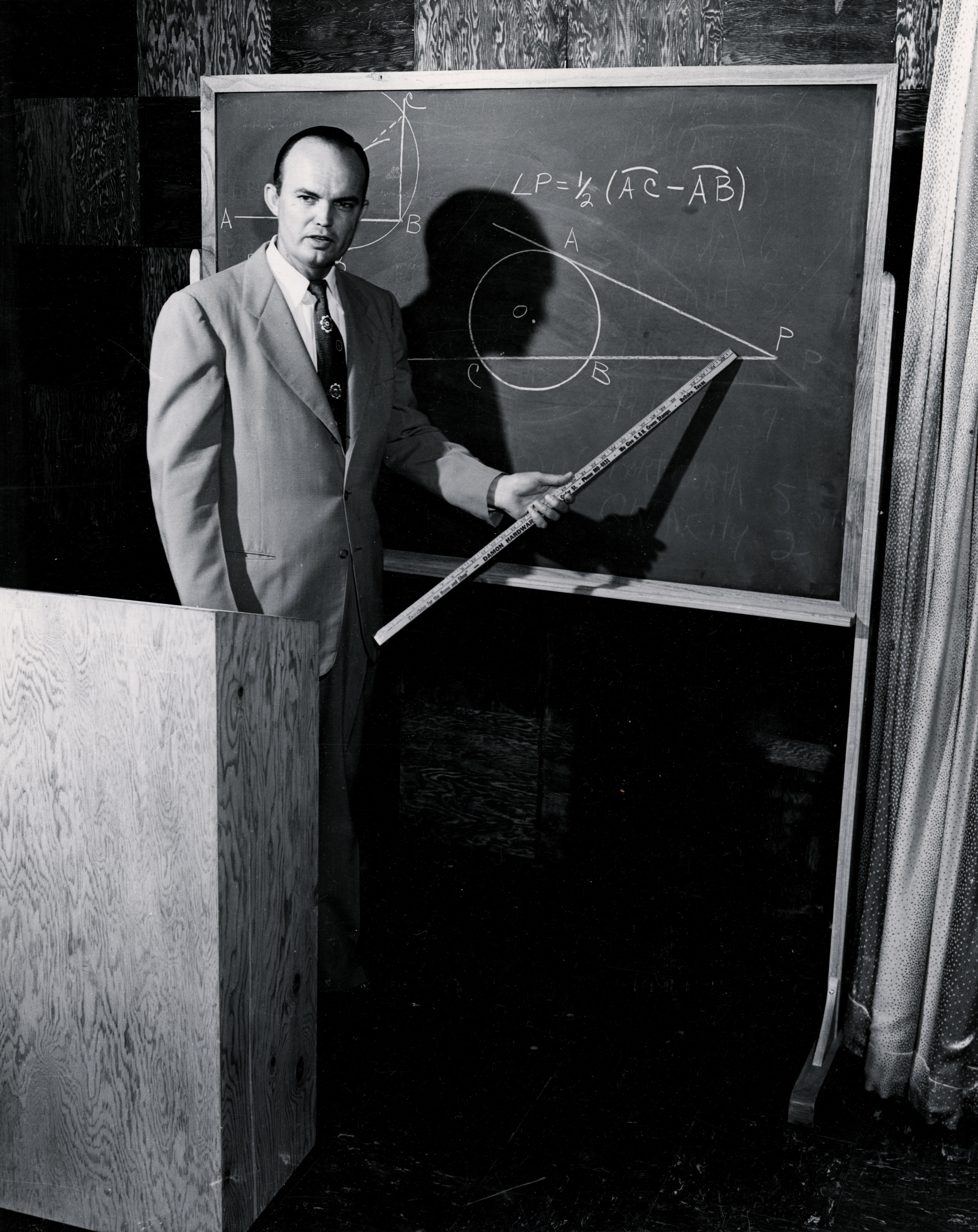
Giảng dạy hình học trong thế kỷ XX.

Euclid sử dụng một phương pháp trừu tượng hơn trong tác phẩm Cơ sở của ông, một trong những tác phẩm có sức ảnh hưởng lớn nhất của nhân loại. Ông đã giới thiệu các tiên đề nhất định, thể hiện tính chất cơ bản hoặc hiển nhiên đúng của điểm, đường thẳng, và mặt phẳng. Ông tiến hành suy luận một cách chặt chẽ để rút ra các định lý khác bằng cách lý luận toán học. Tính năng đặc trưng của phương pháp tiếp cận của hình học Euclid là sự chặt chẽ của nó, và nó đã được biết đến như hình học tiên đề hoặc hình học tổng hợp. Vào đầu thế kỷ 19, việc khám phá hình học phi Euclid của Nikolai Ivanovich Lobachevsky (1792–1856), János Bolyai (1802–1860), Carl Friedrich Gauss (1777–1855) và những người khác dẫn đến một sự quan tâm trở lại trong phương pháp tiếp cận này, và trong thế kỷ 20, David Hilbert (1862–1943) đã áp dụng lý luận tiên đề nhằm cung cấp một nền tảng hiện đại của hình học.

### Các số trong hình học

Trường phái Pytago phát hiện ra rằng các cạnh của một tam giác có thể có độ dài vô tỉ.

Trong thời Hy Lạp cổ đại trường phái Pythagoras đã đánh giá vai trò của các số trong hình học. Tuy nhiên, việc phát hiện chiều dài vô tỉ, vốn mâu thuẫn với quan điểm triết học của họ, làm cho họ từ bỏ con số trừu tượng và chuyển sang sử dụng tham số hình học cụ thể, chẳng hạn như độ dài và diện tích các hình. Các số đã được giới thiệu trở lại trong hình học dưới hình thức hệ tọa độ của Descartes, người đã nhận ra rằng việc nghiên cứu các hình dạng hình học có thể được hỗ trợ bằng các diễn đạt đại số của chúng, và hệ tọa độ Descartes đã được đặt theo tên ông. Hình học giải tích ứng dụng các phương pháp của đại số để giải quyết các bài toán hình học, bằng cách liên hệ các đường cong hình học với các phương trình đại số. Những ý tưởng này đóng một vai trò quan trọng trong sự phát triển của vi phân và tích phân trong thế kỷ XVII và đã dẫn đến việc phát hiện ra nhiều đặc tính mới của đường cong phẳng. Hình học đại số hiện đại xem xét những câu hỏi tương tự như trên ở một mức độ trừu tượng cao hơn.

### Hình học vị trí
Ngay trong thời cổ đại, các nhà toán học đã giải các bài toán về vị trí tương đối hoặc mối quan hệ không gian của các hình hình học. Một số ví dụ được đưa ra bởi các đường tròn nội ngoại tiếp của đa giác, đường giao nhau và tiếp tuyến với đường conic, các cấu hình Pappus và Menelaus của các điểm và đường. Trong thời Trung cổ, những bài toán mới và phức tạp hơn được đặt ra: số lượng tối đa của hình cầu, đồng thời tiếp xúc với một hình cầu nhất định mà có cùng một bán kính? Việc lèn chặt hàng loạt hình cầu kích thước bằng nhau trong không gian sẽ tạo ra cái gì? Hầu hết các câu hỏi liên quan đến các khối hình học 'cố định', chẳng hạn như các đường hoặc mặt cầu. Hình học projective, tổ hợp lồi, và hình học rời rạc là ba phân nhánh trong hình học ngày nay để xử lý các bài toán trên.
Leonhard Euler, trong khi nghiên cứu bài toán bảy cây cầu ở Königsberg, đã xem xét các thuộc tính cơ bản nhất của hình học chỉ dựa vào hình dạng, độc lập với các thuộc tính số liệu của chúng. Euler gọi chi nhánh mới này của hình học là geometria situs (hình học vị trí), nhưng hiện nay nó được biết đến với tên là tô pô học. Tô pô học phát triển từ hình học, nhưng biến thành một ngành độc lập lớn. Nó không quan tâm đến sự khác biệt giữa đối tượng có thể liên tục bị biến dạng thành các hình khác nhau. Các đối tượng có thể vẫn giữ lại một số tính chất hình học, như trong trường hợp của nút thắt hyperbol.

### Dựng hình
Hình học cổ điển đặc biệt quan tâm đến việc dựng một hình hình học đã được mô tả trong một số cách khác. Hình học cổ điển chỉ cho phép dựng hình sử dụng compa và thước kẻ. Ngoài ra, mỗi bài dựng hình phải được hoàn thành trong một số hữu hạn các bước. Tuy nhiên, một số bài dựng hình khó hoặc không thể giải quyết chỉ bằng các phương tiện này, và các phép dựng hình sử dụng parabol và đường cong khác, cũng như các thiết bị cơ khí, đã được áp dụng.

### Hình học hậu Euclid

Hình học vi phân sử dụng các công cụ của vi tích phân để giải quyết các bài toán liên quan đến đường cong.

Trong gần hai ngàn năm kể từ Euclid, trong khi phạm vi của các bài toán hình học đã được mở rộng rõ rệt, sự hiểu biết cơ bản về không gian vẫn là giống nhau. Immanuel Kant tranh luận rằng chỉ có một hình học tuyệt đối mà được tâm trí cho là đúng (a priori): hình học Euclid là sự tổng hợp và phát triển của cái được cho là đúng. Tư tưởng thống trị này đã bị lật đổ bởi khám phá mang tính cách mạng của hình học phi Euclid với công trình nghiên cứu của Bolyai, Lobachevsky và Gauss (Gauss không bao giờ công bố nghiên cứu này của ông). Ba nhà toán học trên đã chứng minh không gian Euclid chỉ là một khả năng cho sự phát triển của hình học. Một tầm nhìn rộng lớn hơn của hình học sau đó đã được Riemann phân tích trong bài giảng năm 1867 khi nhậm chức Über die Hypothesen, welche der Geometrie zu Grunde liegen (Bàn về các giả thuyết mà hình học dựa vào) Bài luận này chỉ được xuất bản sau khi ông chết. Ý tưởng mới của Riemann về không gian tỏ ra rất quan trọng trong thuyết tương đối rộng của Einstein và hình học Riemann. Hình học Riemann xem xét không gian theo một cách rất chung chung, trong đó các khái niệm về chiều dài được định nghĩa. Đây là một hướng đi chính của hình học hiện đại.

### Chiều không gian

Hoa tuyết Koch, với chiều fractal =log4/log3 và chiều tô pô=1

Trong hình học cổ điển cho phép số chiều không gian là 1 (đường thẳng), 2 (mặt phẳng) và 3 (thế giới chúng ta đang sống được coi là không gian ba chiều), các nhà toán học đã sử dụng [[Chiều|các chiều cao hơn]] trong hơn hai thế kỷ qua. Số chiều đã trải qua các giai đoạn là bất kỳ số tự nhiên n, có thể là vô hạn với sự ra đời của không gian Hilbert, và bất kỳ số thực dương nào trong hình học fractal. Lý thuyết về chiều là một lĩnh vực kỹ thuật, ban đầu nằm trong tô pô học nói chung, thảo luận về các định nghĩa; cùng với hầu hết các ý tưởng toán học, khái niệm chiều hiện nay được định nghĩa chứ không còn là cảm nhận trực giác. Kết nối đa tạp topo có số chiều được xác định rõ; đây là một định lý (bất biến của miền xác định) thay vì cái gì đó tự được coi là đúng.
Các vấn đề về chiều vẫn rất quan trọng đối với hình học, khi mà không có câu trả lời đầy đủ cho các bài toán cổ điển. Kích thước 3 của không gian và 4 của không-thời gian là các trường hợp đặc biệt trong tô pô hình học. Chiều 10 và 11 là con số quan trọng trong lý thuyết dây. Nghiên cứu có thể mang lại một lý do hình học thỏa đáng cho ý nghĩa của chiều 10 và 11.

### Tính đối xứng

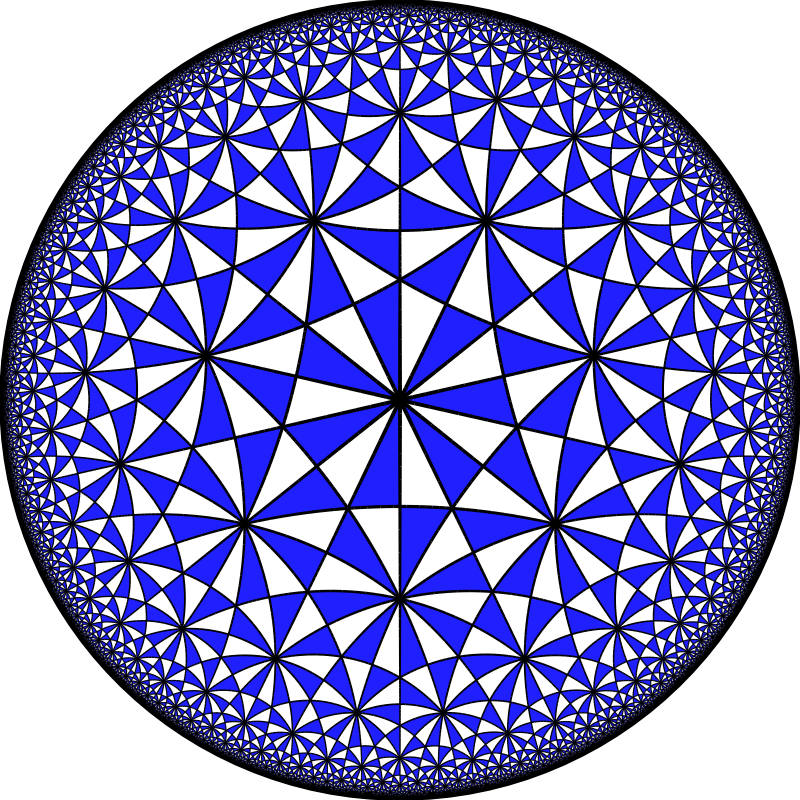
Sắp xếp lớp các mặt phẳng hyperbol

Mô hình đối xứng trong hình học có lịch sử lâu đời cũng gần như chính hình học. Các hình hình học như đường tròn, đa giác đều và các khối đa diện đều Platon có ý nghĩa sâu sắc đối với nhiều nhà triết học cổ đại và chúng đã được nghiên cứu chi tiết trước thời của Euclid. Mô hình đối xứng xảy ra trong tự nhiên và đã được mô phỏng nghệ thuật trong vô số các hình thức, bao gồm cả đồ họa của M. C. Escher. Tuy nhiên, chỉ đến nửa sau của thế kỷ 19, các vai trò thống nhất của tính đối xứng trong nền tảng của hình học mới được công nhận. Chương trình Erlangen của Felix Klein tuyên bố rằng, trong một ý nghĩa rất chính xác, đối xứng, thể hiện qua các khái niệm về một sự biến đổi nhóm, cho thấy hình học là gì. Sự đối xứng trong hình học Euclid cổ điển được thể hiện qua tính tương đẳng và chuyển động cứng nhắc, trong khi trong hình học xạ ảnh một vai trò tương tự được thực hiện bởi phép cộng tuyến, biến đổi hình học chuyển đường thẳng thành đường thẳng. Tuy nhiên trong hình học mới của Bolyai và Lobachevsky, Riemann, Clifford và Klein, và Sophus Lie rằng ý tưởng Klein 'xác định một hình học thông qua nhóm đối xứng của nó' đã có ảnh hưởng lớn nhất. Cả hai đối xứng rời rạc và liên tục đóng vai trò nổi bật trong hình học: đối xứng rời rạc có ý nghĩa trong tô pô học và trong lý thuyết nhóm hình học, còn đối xứng liên tục có ý nghĩa trong thuyết Lie và hình học Riemann.
Một loại khác của tính đối xứng là nguyên tắc của tính hai mặt trong hình học projective. Hiện tượng meta này có thể được mô tả đại khái như sau: trong bất kỳ định lý nào, đổi điểm thành mặt phẳng, gặp thành cắt, nằm trong thành có chứa, và bạn sẽ có được một định lý mới cũng đúng. Một hình thức tương tự và có liên quan chặt chẽ của tính hai mặt tồn tại giữa một không gian vectơ và không gian hai mặt của nó.

## Lịch sử

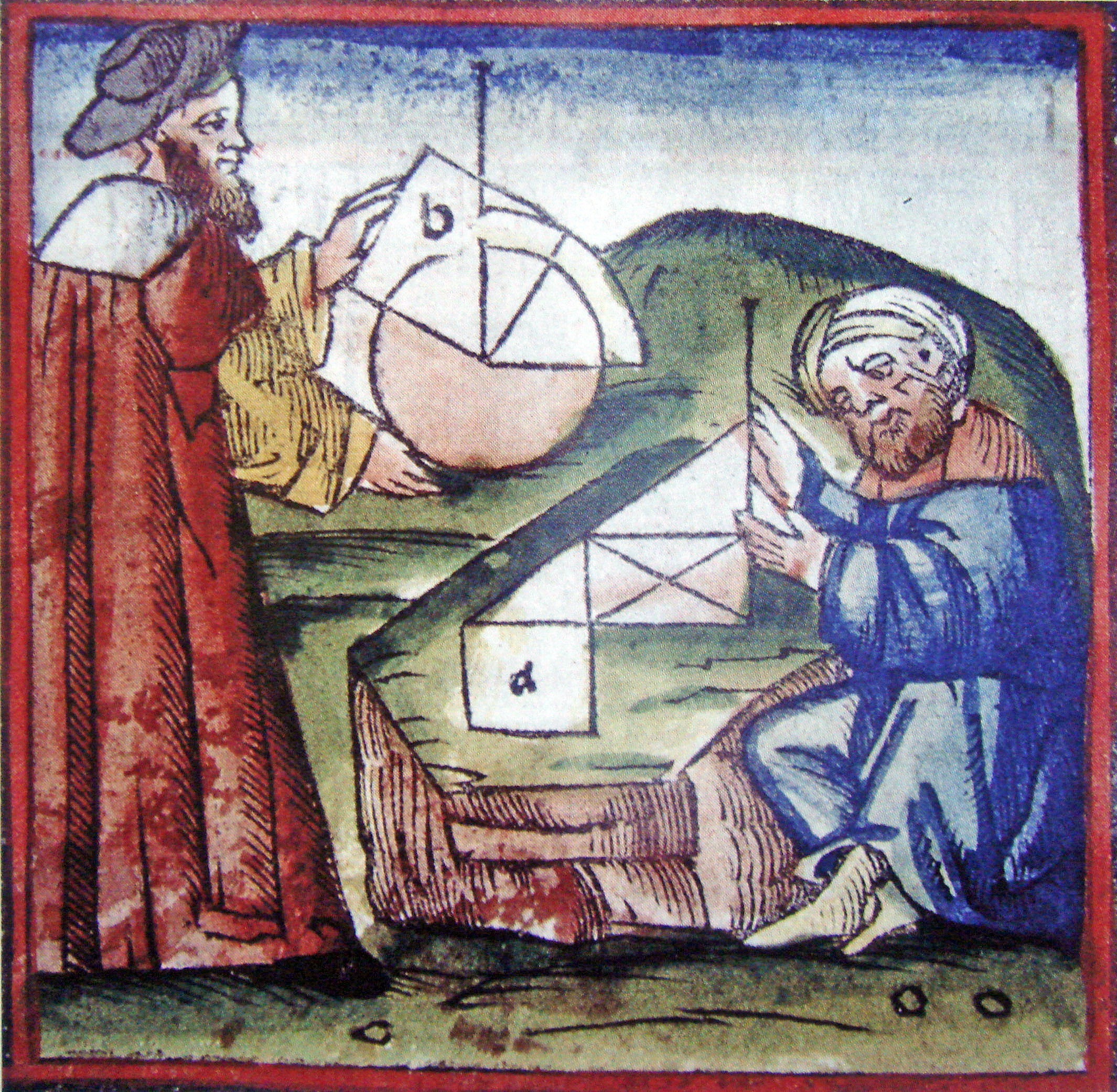
Một người châu Âu và một người Ả Rập luyện tập hình học trong thế kỷ 15.

Khởi đầu sớm nhất được ghi nhận của bộ môn hình học có thể được truy nguồn từ các nền văn minh cổ đại Lưỡng Hà và Ai Cập vào thiên niên kỷ thứ 2 TCN. Hình học sơ khai là một tập hợp các nguyên tắc thực nghiệm được phát minh liên quan đến độ dài, góc, diện tích, và khối lượng. Chúng được phát triển để đáp ứng một số nhu cầu thực tế trong khảo sát, xây dựng, thiên văn học và hàng loạt ngành nghề khác. Các sách vở sớm nhất được biết đến về hình học là giấy cói Rhind (2000–1800 TCN) ở Ai Cập và giấy cói Moscow (khoảng 1890 TCN), các sách đất sét Babylon như "Plimpton 322" (1900 TCN). Ví dụ, giấy cói Moscow đưa ra một công thức tính thể tích của một hình chóp cụt. Các tấm đất sét sau đó (350–50 TCN) cho thấy các nhà thiên văn Babylon đã sử dụng hình thang để tính toán vị trí và li độ của sao Mộc trong không gian thời gian-vận tốc. Các phép tính hình học này đã đi trước các tính toán của Máy tính Oxford, bao gồm định lý tốc độ trung bình, những 14 thế kỷ. Người Nubia cổ đại ở Nam Ai Cập đã
thành lập một hệ thống hình học bao gồm cả phiên bản sơ khai của đồng hồ mặt trời.
Trong thế kỷ thứ 7 TCN, nhà toán học Hy Lạp Thales của Miletus sử dụng hình học để giải quyết các vấn đề như tính toán chiều cao của kim tự tháp và khoảng cách của tàu đến bờ biển. Ông được cho là người đầu tiên sử dụng lập luận áp dụng vào hình học, bằng cách rút ra bốn hệ quả từ định lý Thales. 
Pytago thành lập Trường Pytago, được ghi công đã chứng minh định lý Pytago lần đầu tiên mặc dù định lý này có một lịch sử lâu dài. Eudoxus (408–khoảng 355 TCN) phát triển các phương pháp vét cạn dùng để tính toán diện tích và khối lượng của vật cong, 
cũng như một lý thuyết về tỷ lệ nhằm tránh các số vô tỷ khi đo đạc, điều này đã cho phép hình học có những bước tiến bộ đáng kể. Khoảng năm 300 TCN, hình học được Euclid cách mạng hóa với tác phẩm Cơ sở của ông. Tác phẩm này được đánh giá là sách giáo khoa thành công và có ảnh hưởng nhất của mọi thời đại. Cuốn sách giới thiệu sự chặt chẽ của toán học thông qua các phương pháp tiên đề và là ví dụ sớm nhất của lối viết vẫn được sử dụng trong toán học ngày nay, đó là định nghĩa, tiên đề, định lý, và chứng minh. Mặc dù hầu hết các nội dung của Cơ sở đều đã được biết đến từ trước, Euclid đã sắp xếp chúng vào một khung tư duy logic và mạch lạc. Cuốn Cơ sở 
được phổ cập tất cả những người có học vấn ở phương Tây cho đến giữa thế kỷ 20 và nội dung của nó vẫn được giảng dạy trong các lớp học hình học ngày nay. Archimedes (khoảng 287–212 TCN) của Syracuse đã sử dụng phương pháp vét cạn để tính toán diện tích dưới vòng cung của một parabol bằng tổng một chuỗi vô tận, và cho ra kết quả xấp xỉ khá chính xác của số pi. 
Ông cũng nghiên cứu các xoắn ốc mang tên ông và thu được công thức thể tích của các mặt quay quanh một trục.

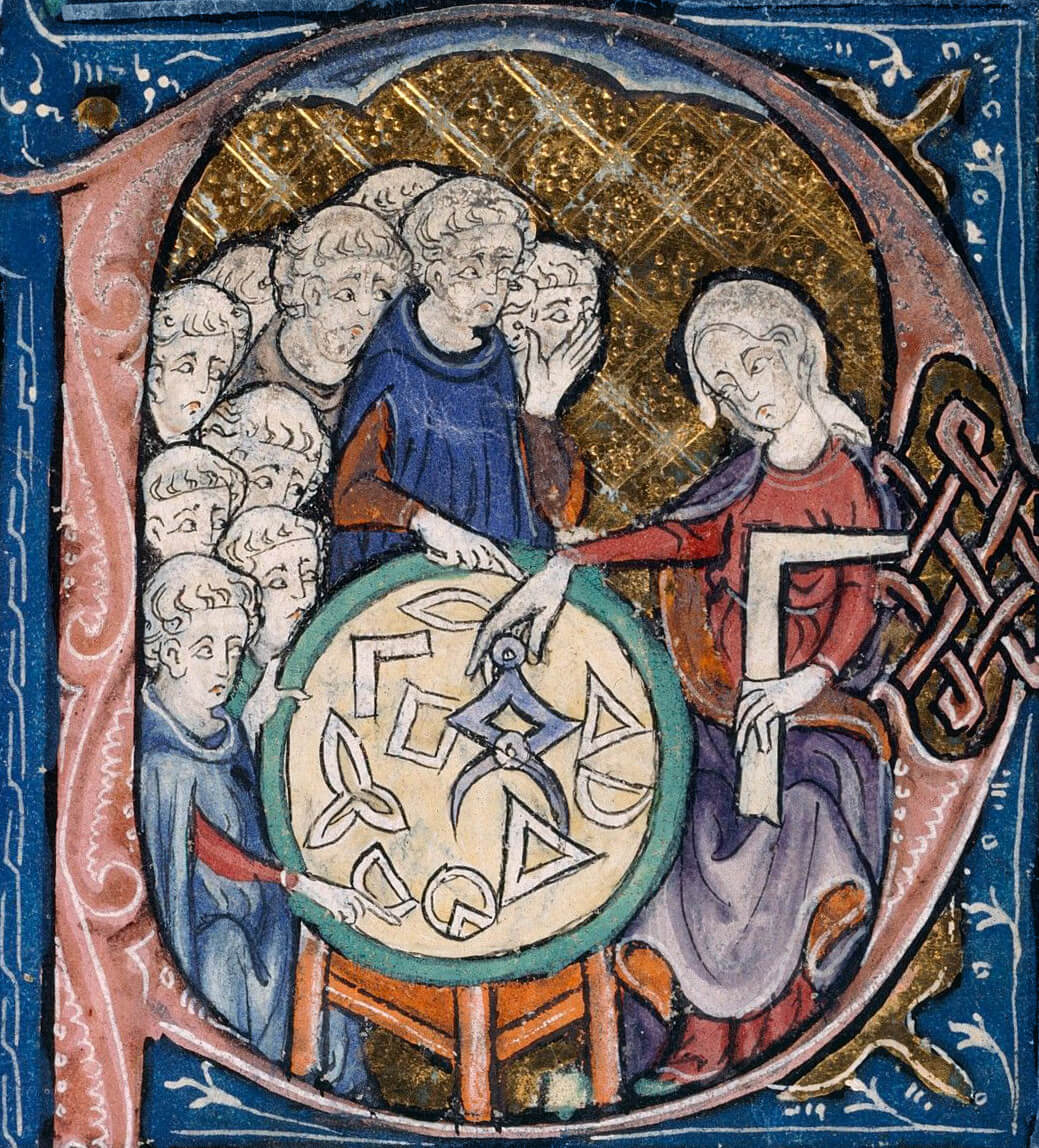
Phụ nữ dạy hình học. Minh họa thời một bản dịch trung cổ đầu tiên của cuốn Cơ sở, (khoảng 1310)

Các nhà toán học Ấn Độ cũng có nhiều đóng góp quan trọng trong hình học. Cuốn sách Satapatha Brahmana (thế kỷ 3 TCN) 
chứa các quy tắc cho công trình xây dựng hình học tương tự như cuốn Sulba Sutras. Theo (Hayashi 2005, p. 363), cuốn Śulba Sūtras chứa "diễn đạt bằng lời nói tồn tại sớm nhất của định lý Pytago trên thế giới, mặc dù nó đã được những người Babylon cổ đại biết đến từ trước. Chúng chứa danh sách các bộ ba số Pythagore, vốn là trường hợp đặc biệt của phương trình Diophantos. Trong bản thảo Bakhshali, có một vài bài toán hình học (bao gồm cả các bài toán về khối lượng của các chất rắn bất thường). Bản thảo Bakhshali cũng "sử dụng một hệ thống số thập phân với một dấu chấm cho số không." Tác phẩm Aryabhatiya của Aryabhata (499) 
bao gồm các công thức tính toán diện tích và khối lượng.
Brahmagupta đã viết tác phẩm thiên văn học Brāhma Sphuṭa Siddhānta năm 628. Chương 12 của cuốn này, có 66 câu tiếng Phạn, được chia thành hai phần: "Các phép toán cơ bản" (bao gồm khai căn bậc ba, phân số, tỷ lệ và tỷ lệ thuận) và "toán học thực tế" (bao gồm hỗn hợp, chuỗi toán học, hình học phẳng, xếp gạch, cưa gỗ, và xếp chồng gạo). Trong phần sau, ông nêu định lý nổi tiếng của mình về các đường chéo của một tứ giác nội tiếp. Chương 12 cũng bao gồm một công thức tính diện tích của một tứ giác nội tiếp (một trường hợp tổng quát của công thức Heron), cũng như mô tả đầy đủ các hình tam giác hữu tỷ (hình tam giác với cạnh và diện tích là các số hữu tỷ).
Trong thời kỳ Trung Cổ, các nhà toán học Hồi giáo đã đóng góp vào sự phát triển của hình học, đặc biệt là hình học đại số. Al-Mahani (sinh 853) hình thành các ý tưởng của việc giải các bài toán hình học như biến việc nhân đôi hình lập phương thành giải phương trình đại số. Thābit ibn Qurra (được biết đến với tên Thebit trong tiếng Latinh) (836–901) xử lý các phép tính áp dụng cho tỷ lệ của thông số hình học, và đóng góp cho sự phát triển của hình học giải tích. Omar Khayyám (1048–1131) tìm ra các giải pháp hình học để giải phương trình bậc ba. Định lý của Ibn al-Haytham (Alhazen), Omar Khayyam và Nasir al-Din al-Tusi về tứ giác,bao gồm các tứ giác Lambert và tứ giác Saccheri, là kết quả ban đầu trong hình học hyperbol, và cùng với những tiên đề thay thế của họ, chẳng hạn như tiên đề Playfair, các công trình trên đã có một ảnh hưởng đáng kể đến sự phát triển của hình học phi Euclid, và là tiền đề cho các công trình của các nhà toán học Witelo (c. 1230-c. 1314), Gersonides (1288-1344), Alfonso, John Wallis, và Giovanni Girolamo Saccheri.

## Hình học đương đại

### Hình học Euclid

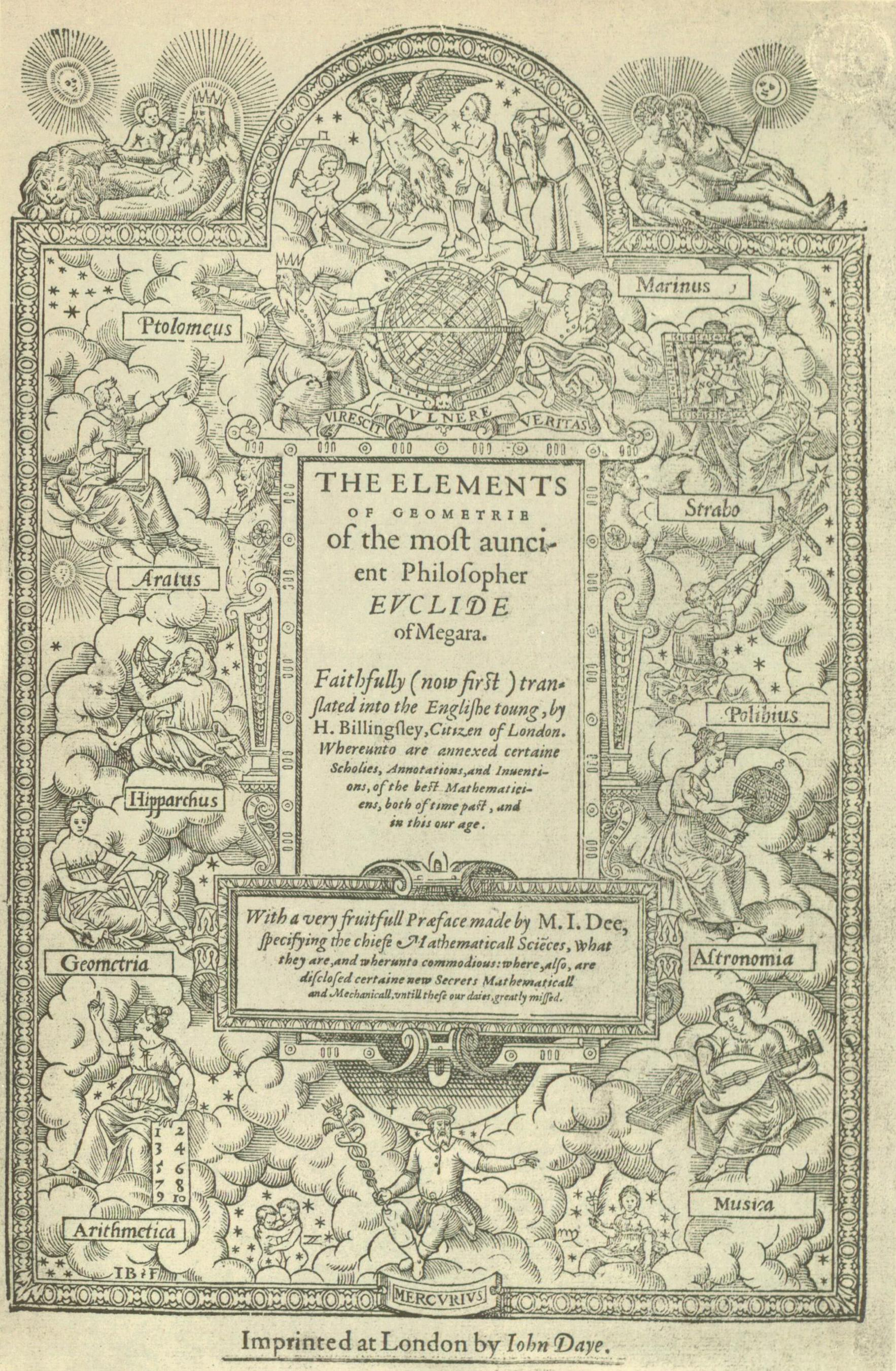
Bìa trước của bản dịch tiếng Anh đầu tiên của Henry Billingsley năm 1570

Hệ tiên đề hình học đầu tiên được tập hợp hệ thống và công bố trong tác phẩm Cơ sở của Euclid. Hệ tiên đề này lấy mô hình từ không gian vật lý theo nhận thức của thời đó. Các khái niệm nguyên thủy trong hệ tiên đề này là điểm,đường thẳng và mặt phẳng. Từ ba khái niệm cơ bản này và một số rất ít các tiên đề, Euclid đã xây dựng thành nội dung toàn bộ môn hình học ở phổ thông hiện nay, mà sau này các nhà toán học gọi là hình học Euclid.
Tuy nhiên, các tiên đề/định đề và một số khái niệm do Euclid xây dựng chưa đủ chặt chẽ do chưa có sự hoàn thiện về lý thuyết tập hợp. Sau này David Hilbert đã hoàn chỉnh lại thành một hệ tiên đề chặt chẽ và hoàn chỉnh. Môn hình học dạy trong chương trình phổ thông hiện nay thường chia ra hình học phẳng và hình học không gian.
Hình học là một trong những môn học xuất hiện khá sớm. Hàng ngàn năm trước Công nguyên, con người đã phải đo đạc các thửa ruộng, đong thóc gạo khi thu hoạch, xây dựng những kim tự tháp khổng lồ. Môn hình học lúc đầu ra đời có ý nghĩa là một khoa học về đo đạc. Nhưng rồi, con người không phải chỉ cần đo đất, mà cần nghiên cứu nhiều điều phức tạp hơn. Tuy nhiên, hình học chỉ trở thành môn khoa học thực sự khi con người nêu lên các tính chất hình học bằng con đường suy diễn chặt chẽ, chứ không phải từ đo đạc trực tiếp.

### Tiên đề thứ năm của Euclid và Hình học phi Euclid
Tiên đề thứ năm của Euclid gây nhiều sự chú ý của các nhà toán học vì nội dung của nó khá dài. Theo ngôn ngữ hiện nay thì định đề này có nội dung là:
"Qua một điểm ở ngoài một đường thẳng luôn có và chỉ có đúng một đường thẳng song song với đường thẳng đã cho".
Nhiều nhà toán học nghi ngờ rằng nó là một định lý, nghĩa là có thể suy ra từ các tiên đề khác và loay hoay tìm cách chứng minh nó. Nhưng không một ai thành công. Đến thế kỷ thứ 19, hầu như đồng thời và độc lập với nhau, ba nhà toán học ở Nga (Nikolai Ivanovich Lobachevsky), Đức (Carl Friedrich Gauss), và Hungary (János Bolyai) đã đặt ra một tư duy mới mẻ: "Chứng minh rằng nó không thể chứng minh được". Điều đó có nghĩa là ta có thể xây dựng một thứ hình học khác, trong đó tiên đề thứ năm là không đúng. Cả ba người đều đạt được kết quả. Từ đó ra đời hình học phi Euclid.

## Hình học fractal
Fractal là một thuật ngữ do nhà Toán học Mandelbrot đưa ra khi ông khảo sát những hình hoặc những hiện tượng trong thiên nhiên không có đặc trưng về độ dài. Mandelbrot là nhà toán học vĩ đại của thế kỷ 20. Ông nói rằng: "Các đám mây không phải là hình cầu, các ngọn núi không phải là hình nón". Theo ông Fractal là chỉ những đối tượng hình học có hình dáng gồ ghề, không trơn nhẵn trong thiên nhiên. Cụ thể hơn đó là những vật thể có tính đối xứng sắp xếp trong một phạm vi nhất định, có nghĩa là khi ta chia một vật thể fractal, với hình dáng gồ ghề, gãy góc ra thành những phần nhỏ thì nó vẫn có được đặc tính đối xứng trong một cấu trúc tưởng như hỗn đoạn. Hình dáng các đám mây, đường đi của các tia chớp là những ví dụ mà ta dễ nhìn thấy được.
Rất nhiều người, khi có dịp làm quen với hình học fractal đã nhanh chóng thích thú có khi đến say mê, bởi nhiều lý do:
Một là, hình học fractal ra đời và phát triển với nhiều ý tưởng mới lạ, độc đáo, gợi cho ta một cách nhìn thiên nhiên khác với cách nhìn quá quen thuộc do hình học Euclid đưa lại từ mấy nghìn năm nay.
Hai là, hình học fractal thường được xây dựng với quy tắc khá đơn giản, nhưng đưa đến những hình ảnh rất lạ mắt, rất đẹp.
Ba là, hình học fractal có nhiều ứng dụng phong phú, đa dạng, có khi rất bất ngờ vào rất nhiều lĩnh vực khác nhau, từ các ngành xây dựng, khai thác dầu khí, chế tạo dụng cụ chính xác… đến sinh lý học, ngôn ngữ học, âm nhạc.
Bốn là, hình học fractal là một ngành toán học cao cấp, hiện đại nhưng một số ý tưởng của nó, một số kết quả đơn giản của nó có thể trình bày thích hợp cho đông đảo người đọc.
Hình học Euclid được giới thiệu ở trường trung học với việc khảo sát các hình đa giác, hình tròn, hình đa diện, hình cầu, hình nón…Hơn hai nghìn năm qua hình học Euclid đã có tác dụng to lớn đối với nền văn minh nhân loại, từ việc đo đạc ruộng đất đến vẽ đồ án xây dựng nhà cửa, chế tạo vật dụng và máy móc, từ việc mô tả quỹ đạo của các hành tinh trong hệ mặt trời đến mô tả cấu trúc của nguyên tử. Tuy nhiên, qua hình học Euclid ta nhìn mọi vật dưới dạng "đều đặn", "trơn nhẵn". Với những hình dạng trong hình học Euclid ta không thể hình dung và mô tả được nhiều vật thể rất quen thuộc xung quanh như quả núi, bờ biển, đám mây, nhiều bộ phận trong cơ thể như mạch máu… là những vật cụ thể cực kỳ không đều đặn không trơn nhẵn mà rất xù xì, gồ ghề. Một ví dụ đơn giản: bờ biển đảo Phú Quốc dài bao nhiêu? Ta không thể có được câu trả lời. Nếu dùng cách đo hình học quen thuộc dù thước đo có nhỏ bao nhiêu đi nữa ta cũng đã bỏ qua những lồi lõm giữa hai đầu của thước đo ấy, nhất là chỗ bờ đá nhấp nhô. Và với thước đo càng nhỏ ta có chiều dài càng lớn và có thể là… vô cùng lớn.